# Recetor
Recetor è un comune della Colombia facente parte del dipartimento di Casanare.
L'abitato venne fondato da un gruppo di missionari gesuiti nel 1740, mentre l'istituzione del comune è del 1959.